# Plaza España (Córdoba)
La Plaza España es un espacio verde ubicado dentro de una rotonda en la zona céntrica de la ciudad argentina de Córdoba, más precisamente en el barrio Nueva Córdoba.
Es un punto vial neurálgico ya que allí se interseccionan seis avenidas, generando ocho salidas a cada una de ellas, lo que es común que en toda hora se produzcan serios inconvenientes en la circulación vehicular. Las avenidas que aquí confluyen son: Avenida José Manuel Estrada, Avenida Hipólito Yrigoyen, Bulevar Chacabuco, Avenida Poeta Lugones, Avenida Deodoro Roca (o Avenida del Dante) y Avenida Ambrosio Olmos. 

## Características
Numerosas líneas de transporte urbano circulan por la rotonda, al igual que transporte de interurbanos y larga distancia ya que la avenida Lugones la enlaza directamente con la Terminal de Ómnibus.
La plaza se caracterizaba en épocas navideñas por el montaje de un árbol navideño gigante pero este fue trasladado al Faro del Bicentenario en 2016.

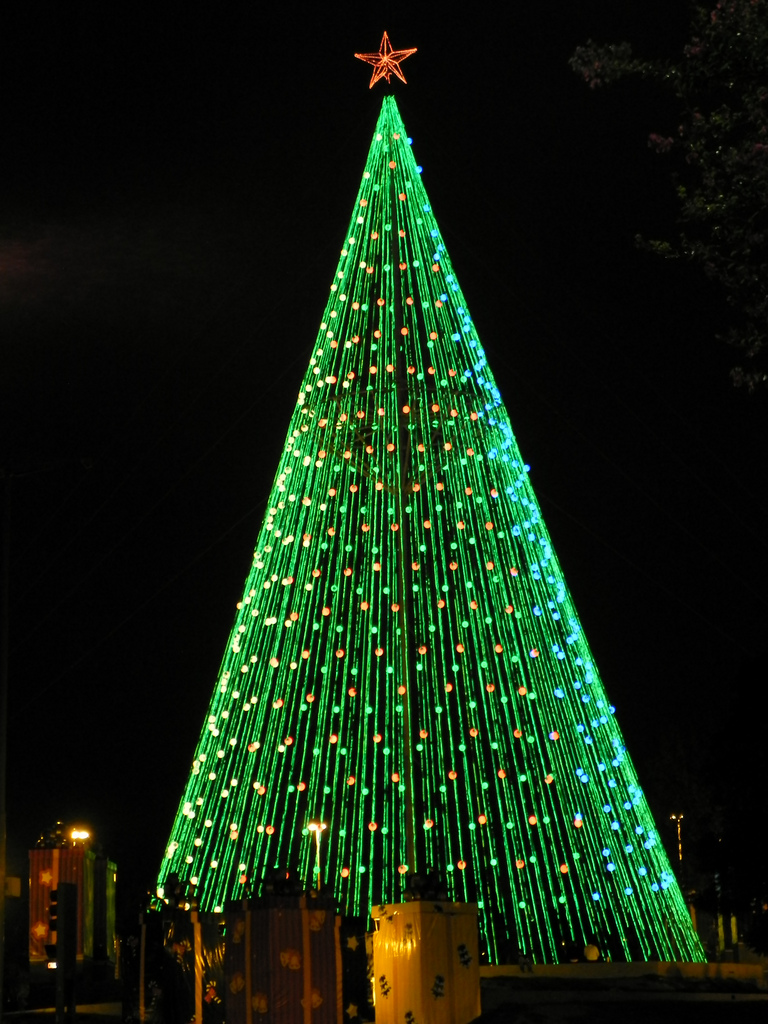
Árbol de Navidad en Plaza España. Córdoba (Argentina).

El Museo Superior de Bellas Artes Evita (ex Palacio Ferreyra) junto al Museo Provincial de Bellas Artes Emilio Caraffa y el nuevo Faro del Bicentenario son sus arquitecturas más importantes. Dado el flujo elevado de automóviles, se pretende la construcción de un puente peatonal que una el monumento y el museo Caraffa con la plaza y el Palacio Ferreyra. También se puede acceder fácilmente al importante pulmón verde de la ciudad, el Parque Sarmiento.
En 2018 fue propuesto para la construcción del túnel bajo nivel, hasta que en 2019 fue inaugurado oficialmente por el intendente Ramón Javier Mestre y autoridades municipales.

### Museo de Arte Metropolitano
El Museo de Arte Metropolitano, inaugurado en 2023, es un espacio para visibilizar la cultura urbana y explorar el vínculo entre el arte y las nuevas tecnologías. El museo se distingue por trabajar con artistas y colectivos que producen en estos formatos, con el objetivo de conectar con un público joven. Ubicado en el subsuelo de la Plaza España, el espacio incluye una zona al aire libre destinada a todo tipo de expresiones artísticas. 